# Poesiomat (Brno)
Poesiomat v Brně se nachází v Otevřené zahradě, v jejím nejvýše položeném místě u branky vedoucí do parku pod hradem.

## Historie
Poesiomat byl slavnostně odhalen 16. října 2018 a jeho realizaci podpořil časopis Host i nakladatelství Druhé město. Jsou v něm zastoupeni brněnští autoři, například Jan Skácel, Oldřich Mikulášek, Ivan Blatný nebo současní básníci Petr Váša, Vít Slíva či Zeno Kaprál.